# Club Voleibol Alcobendas
Club Voleibol Alcobendas, ou Feel Volley Alcobendas, est un club espagnol de volley-ball fondé en 2000 et basé à Alcobendas qui évolue pour la saison 2014-2015 en Superliga Femenina.

## Effectifs

### Saison 2014-2015
Entraîneur :  Hugo Gotuzzo